# Akane Ōmae
Akane Ōmae (大前 茜, Ōmae Akane, nascuda el 21 d'agost de 1982 en la prefectura de Saitama) és una seiyuu japonesa.

## Rols interpretats
- Sakurako Shiina en Mahō Sensei Negima (2005) i Negima!? (2006-2007)
- Chihiro en Azumanga Daioh (2002)
- Kaede Matsushiro en Yakitate!! Japan
- Cecil en Gravion i Gravion Zwei
- Lazuli-chan y Tottoko Hamutaro en Hamtaro